# 声波 (变形金刚)
音波（Soundwave，中視又譯為超音波，台版《復仇之戰》DVD譯為音源，大陆译为声波），變形金剛中的一個角色，在不同的作品中多次出現，並有與其附屬的玩具。在各個作品中、聲波通常都是狂派(Decepticon)中的重要人物，往往僅次於密卡登(Megatron)、和天王星(Starscream)等人。和密卡登、天王星、震盪波(Shockwave)四人是狂派中的核心團體。

## 電視動畫

### G1動畫
在1984年開播的G1系列中，聲波的玩具原本屬於多美公司旗下的「Micro Change」系列中的「卡帶人」（Cassette Man），在第一年的玩具產線中推出。在劇中，音波是霸天虎的第三號人物，主要負責情報收集的工作，變形型態是錄音機，不過在賽博坦(Cybertron)曾經變形成路燈以進行偽裝。在聲波的内部還有磁帶戰士，可以變形成卡帶、收納在聲波的胸腔，磁帶戰士的成員分為是：
- 激光鳥(Laserbeak，中視譯為偵查鳥)，變形成一隻機器鳥。
- 野犬（Ravage，中視譯為戰狗)，變形成機器黑豹。
- 迷亂(Micross 1 "Rumble")，變形成雙手是打樁機的小型機器人。
- 轰隆隆(Micross 2 "Frenzy")，變形成雙手是打樁機的小型機器人。
- 激光鷹(Buzzsaw)，變形成和雷射鳥一樣的機器鳥類，但是是黃色的。
- 蝙蝠精(Ratbat)，變形成一隻紫色機器蝙蝠。

音波對於狂派的領袖極為忠誠，威震天好幾次受傷都是由音波救回，而威震天亦非常欣賞他，不時拿音波來跟星星叫比較，借機挖苦星星叫。
音波最後在與同為錄音機戰士汽车人的錄音機的對決中同歸於盡，但是在日版的《頭領戰士》裡，以全新的面貌─音板（Soundblast，台視譯為沙盤)復活。音板的玩具實際上是音波的為具重新上色為黑色版本、並加大胸腔內的卡帶收納空間後發售。

### 變形金剛：進化版(Transformer：Animated)
在進化版中的音波並非是原生的賽博坦人，而是在地球上被製造出來的，起因是密卡登得知火種源鑰匙的存在後，處心積慮的想利用它來修復自己，於是設計出一款音樂機器人、讓桑達克大量製造，引誘莎莉將鑰匙使用在音樂機器人身上，該款機器人可以累積鑰匙的能量使自己進化，而進化的完成體就是音波。
載具型態是裝有大型喇叭的車子，配合其變形型態不再是錄音機，雷射鳥和蝙蝠精釆形成兩把塞柏坦人尺寸的電吉他供音波使用，不過蝙蝠增之後被柯博文(Optimus Prime)奪走以用來反制音波。特殊能力是可以藉由發出特殊的聲音操縱地球上的機器、催眠賽博坦人的心智、甚至人類((第37-38集；日版第34-35集))。由傑夫‧班奈特聲演(Jeff Bennett)，和巡弋者(Prowl)共用同一名配音員。
音波認為人類在邏輯上是種不完美的東西，理應由機器統治，所以使用其特殊能力控制地球上的機器攻擊人類。

### 變形金剛：Cyberverse(Transfomrers: Cyberverse)
在2018年撥放到2021年的《變形金剛：Cyberverse》中，音波的造型類似其在G1中的樣貌，但是配合本作美術風格、變得更加粗壯，並且肩膀上的頻譜圖會隨著他說話變化，兩肩上分別有兩門威力強大的音波炮和雷射機關槍。根據玩具顯示，其變形為一輛重型四輪裝甲車，就像在領袖的挑戰中一樣，不過音波在本作的動畫中完全沒有變形過任何一次，而他的磁帶金剛也只出現了雷射鳥。個性上鮮明強烈，會活用自己肩膀上的擴音器放出嘲諷音效，對象包括總是失敗的天王星、或是和自己針鋒相對的震盪波。由馬克‧斯文特(Marc Swint)聲演。
劇情表現上，前期並沒有太突出的表現，就像一個忠誠的狂派副官。但是在後期五面怪入侵的劇情中戲分變得極為吃重，是博派和狂派的倖存者合作的重要推手，和羅德(Hot Rod)一起突破五面怪的圍攻的重圍。在最後的劇集中，為了消滅來自平行宇宙的狂派士兵的威脅自我犧牲，繼天王星、密卡登、震盪波後，成為傳統的狂派四核心成員中最後一個死去的。在此版本中，和音板(Soundblaster)不是同一個角色。本作中的音板是音波的一個複製人，但是音波總是比較受到歡迎，因而讓音板感到厭惡，並獨立出走，成為脫於狂派和博派之外、由鐵甲龍(Trypticon)率領的第三獨立派系、使用時間靜滯武器暫停星球、然後再大肆劫掠。

### 變形金剛：賽博坦大戰三部曲(Transformers: War for Cybertron Trilogy)
在由Netflix製作的變形金剛：賽博坦大戰三部曲中，音波維持其經典形象，由藍色和白色構成，變形成錄音機，是密卡登其中一個忠誠的副官。由愛德華‧包斯寇(Edward Bosco)聲演，和馬格斯(Ultra Magnus)共用同一名配音員。

## 聯合宇宙世界觀（Aligned Continuity）
聯合宇宙世界觀是孩之寶在2010年代所推出的概念，旨在維持不同作品之間的統一世界觀，其作品包含三款電動玩具、四部動畫、三本小說和《普萊瑪斯聖約》，音波在其中的電玩作品、兩部動畫中出現。
| 年份      | 標題                                                                | 性質     |
| --------- | ------------------------------------------------------------------- | -------- |
| 2010      | 《變形金剛：賽博坦之戰》（Transformers: War For Cybertron）         | 電玩遊戲 |
| 2010      | 《變形金剛：征途》（Transformers: Exodus）                          | 小說     |
| 2010~2013 | 《變形金剛：領袖之證》（Transformers Prime）                        | 電視動畫 |
| 2011      | 《變形金剛：流亡》（Transformers: Exiles）                          | 小說     |
| 2011~2016 | 《變形金剛：救援機器人》（Transformers: Rescue Bots）               | 電視動畫 |
| 2012      | 《變形金剛：賽博坦的殞落》（Transformers: Fall Of Cybertron）       | 電玩遊戲 |
| 2013      | 《變形金剛：普萊瑪斯聖約》（Transformers: The Covenant of Primus）  | 設定集   |
| 2014      | 《變形金剛：懲罰》（Transformers: Retribution）                     | 小說     |
| 2014      | 《變形金剛：暗火崛起》(Transformers: Rise of the Dark Spark)        | 電玩遊戲 |
| 2014~2020 | 《變形金剛：領袖的挑戰》（Transformers: Robot In Disguise）         | 電視動畫 |
| 2019~2021 | 《變形金剛：救援機器人學院》（Transformers: Rescure Bots Accademy） | 電視動畫 |

### 變形金剛：領袖之證(Tranformers Prime)
在2010年~2013播映的《變形金剛：領袖之證》中，音波作為情報參謀出場、是狂派中的第三把交椅，負責入侵對方網路和偵查，根據回憶劇情，音波是密卡登起義後最先加入狂派的成員。個性完全不明，唯一肯定的是他對狂派的忠誠，在本作中幾乎不說話，平時只會發出預先錄取的聲音、以肢體語言和狂派同胞交流，在第62集才第一次以自己原本的聲音說出「Soundwave，superior。Autobots，inferior」。造型和先前出現過的任何作品都不太相似，外型較為纖細、中性化，雷射鷹則變形成音波胸口的外裝甲、沒有其他磁帶戰士，載具型態為MQ-9 收割者偵察機。本身沒有內建的武器，但是能依靠身上伸出的觸手進行攻擊。第二季完結時配有雷射槍。另外，在格鬥戰上亦相當超群，能輕鬆擋下黑寡婦(Airachnid)的攻擊、且在與輪傑(Wheejack)的戰鬥中完全勢均力敵，最後要用共振砲殺死輪傑時，被雷射鷹的訊號吸引而沒能殺死輪傑。能夠自由隨意開啟陸地橋和太空天橋。曾經為了活捉飛輪(Ratchet)而故意被博派俘虜。在最終戰時負責控制報應號的控制系統並與美琪和傑克交手，期間在開啟陸地橋想把美琪傳送之際被拉菲在背後開啟另一個陸地橋，最後被吸進夾縫世界中無法離開。

### 《普萊瑪斯聖約》
在2013所推出的本書中，以鈦師傅的角度敘述了聯合宇宙世界觀的大致歷史。音波在其中的部分章節中出現，其外觀較為接近他在《領袖之證》的造型，並且是賽博坦議會中的議員，但是對於體制極度不滿，因此發誓永不再說話後、退出議會席次。但矛盾的是，時間點更晚的電玩作品中，音波顯然是會說話的，而且造型也有所不同。

### 變形金剛：領袖的挑戰(Transformers：Robot In Disguise)
在接續《變形金剛：領袖之證》、播映於2014年~2020年的續作《變形金剛：領袖的挑戰》中，基於大黃蜂小隊對空間橋的架設實驗而成功從夾縫空間中逃脫，但初次逃脫時因為被困在夾縫空間中太久、戰鬥實力下降、最後又被丟回夾縫空間中。之後再次逃脫，並將載具型態改為重型四輪車輛。

## 真人電影系列

### 變形金剛(Transformers)
在2007年的電影中聲波並未出場，但是他的其中一個磁帶戰士迷亂有做為小型間諜狂派金剛出場，模樣和G1動畫中差異極大、全身以銀色為主、且四肢的關節分布比較不像人類，主要和變形成警車的判官(Barricade)一起行動，並展現了偽裝成一台手持式音響的能力、在被摧毀到只剩頭部時也能改變偽裝型態、變形成一台手機，在電影最後被自己的飛鏢射死。

### 變形金剛：復仇之戰(Transformers：Revenge of the Fallen)
在本片中音波首次於真人電影登場，由G1動畫的配音員法蘭克‧威爾克(Frank Welker)再次聲演，變形成賽博坦衛星、並入侵並掃描了美軍的人造衛星的電腦系統，進而利用取得之機密資料指揮從軍事基地盜取火種源碎片的、復活密卡登的行動。音波在軌道衛星時將戰犬以類似砲彈的方式射出、成為在真人電影中第二個出現的磁帶戰士，造型和G1系列有所不同，維持在獸形、以及後腿上的兩門火砲，但只有獨眼，也為展示是否具有變形機能，在電影最後被大黃蜂(Bumblebee)扯出脊椎而死。

### 變形金剛3(Transformers: Dark Of The Moon)
在本片中，声波同樣由法蘭克‧威爾克再次聲演，並從太空中降落到地球活動，变形形态是賓士的SLS AMG。音波在本集後期一度捉拿了5個博派金剛，並用融合衝鋒槍殺了軍事科學家阿Q，瞄準了大黃蜂，準備開槍，突然數輛狂派戰鬥機掉了下來，將聲波和大黃蜂隔開了，之後大黃蜂大開殺戒狂攻輕易打倒了一名狂派金剛但後來跟聲波戰鬥時節節敗退，之後還被聲波抓頭丟出去，聲波又開了一砲，但大黃蜂躲過了，之後聲波衝過來，大黃蜂往聲波右腳開一砲讓讓聲波右手的槍掉了且還跌在大黃蜂右手的槍上之後聲波的胸口便被轟了一砲連聲波的頭都炸掉了，結束了其生命。
在本集中，聲波的另一名磁帶戰士雷射鳥登場，呈現為一隻機械禿鷹的樣貌，而且具有能說人話的高度智能，由基斯·札拉巴伊卡(Keith Szarabajka)配音，並且和G1動畫中一樣作為間諜效力於狂派，展示了變形成電視機、其他變形金剛的能力，透過威脅數名登月太空人達成目標，最後在一艘由大黃蜂駕駛的賽博坦戰鬥機上和山姆爭鬥時被大黃蜂操控戰機火砲擊殺。

### 變形金剛4：絕跡重生(Transformers：Age Of Extiction)和變形金剛5：最終騎士(Transformers：The Last Knight)
音波及其磁帶戰士在本故事中皆未出場。

### 大黃蜂(Bumblebee)
在2018年上映的重啟電影《大黃蜂》(Bumblebee)中，音波和戰犬在一開始賽博坦的戰鬥場景中短暫登場，並且重現了G1動畫中、聲波從胸口彈出戰犬的畫面。在重啟後的造型更加接近G1動畫。

### 變形金剛：萬獸崛起(Transformer：Rise of the Beasts)
在2023年、接續大黃蜂電影的《變形金剛：萬獸崛起》中，音波和其他狂派皆未出現。

## 漫畫

### Skybound
2023年，Skybound開始連載新的世界觀《超能量宇宙》，音波首次在《變形金剛 #1》中登場。此版本音波的外型大致和他的G1中的設定相仿，幾乎可說是一模一樣。同樣持有破壞、雷射鳥、轟隆隆、疾瘋作為磁帶戰士，而且音波非常關心他們，在破壞被柯博文重傷時感到悲痛不已，並在修復機會時打算率先修復破壞，不過破壞的機體卻被天王星一腳踢開。
在《變形金剛 #7》中，在決鬥中擊敗天王星、並將其丟下火山口，接受狂派同伴的簇擁成為新任狂派領袖。